# 新幹線鉄道事業部
新幹線鉄道事業部（しんかんせんてつどうじぎょうぶ）は、九州旅客鉄道（JR九州）鉄道事業本部管轄下の九州新幹線を管轄していた組織。九州新幹線新八代 - 鹿児島中央間の先行開業前の2003年（平成15年）12月1日に発足した。薩摩川内市にある川内新幹線車両センターに併設された。
九州新幹線鹿児島ルート全線開業1年前の2010年（平成22年）4月1日に、九州旅客鉄道本社鉄道事業本部の内部組織として新幹線部が新設される。以降、乗務員基地も博多に移されるなど、事業部の機能は順次新幹線部に移され、全線開業後の2011年度の時点では公式サイトの組織図から新幹線鉄道事業部の名称が消滅している。
なお、新幹線鉄道事業部は新幹線部とは異なり、本社鉄道事業本部の管轄下の独立組織という扱いであり、2010年度に北部九州地域本社管内の在来線の各鉄道事業部が本社直轄となった際には、組織図上では同列で扱われていた。

## 事業部所在地
鹿児島県薩摩川内市宮崎町2170

## 管轄路線
- 九州新幹線（新八代 - 鹿児島中央間）[1]

## 車両基地
- 熊本総合車両所（幹クマ）
- 川内新幹線車両センター（幹セイ）

## 乗務員区所

### 運転士・車掌
- 鹿児島新幹線運輸センター[2]
- 博多新幹線乗務所